# 波多野健 (プロデューサー)
波多野 健（はたの けん、1954年2月25日 - ）は、日本のテレビ番組のプロデューサーである。東京都出身。株式会社イースト・エンタテインメント所属。

## 来歴
- 1976年3月 - 東京外国語大学スペイン語学科卒業。
- 1976年 - 株式会社イーストに入社。
- 1981年 - テレビ東京『気分はパラダイス』の演出制作に参加。
- 1988年 - フジテレビ『やっぱり猫が好き』の演出に就任、初のドラマとして参加。
- 1990年 - フジテレビ連続ドラマ『子供、ほしいね』でプロデューサー兼演出を務める。
- 1991年 - フジテレビ『たけし・逸見の平成教育委員会』の初代プロデューサーを務める。
- 1994年 - 取締役として就任。
- 1996年 - 常務取締役兼第一制作本部長に昇進。
- 2003年 - MBSテレビ『世界バリバリ★バリュー』のプログラムディレクターとして参加。
- 2006年 - イーストに一時離れ、大手レコード会社「エイベックス」との合弁会社「エイベックス&イースト」として設立し、取締役となる。
- 2010年 - 「株式会社イースト・エンタテインメント」として執行役員に就任。
- 2011年 - テレビ東京連続ドラマ『勇者ヨシヒコと魔王の城』のアソシエイトプロデューサーを務める。

## 主な作品

### プロデューサー
- 子供、ほしいね（1990年、フジテレビ）※演出兼務
- 世界まるごと2001年（1990年 - 1991年、毎日放送）
- たけし・逸見の平成教育委員会（1991年 - 1997年、フジテレビ）※1993年まで担当
- 運命GAME（1991年、フジテレビ）
- WOOD（1993年、フジテレビ）※演出兼務
- ビートたけしのつくり方（1993年 - 1994年、フジテレビ）
- ジャングルTV 〜タモリの法則〜（1994年 - 2002年、毎日放送）
- 金髪先生（テレビ朝日）
- holy mountain（1997 - 1998年、日本テレビ）
- 合い言葉は勇気（2000年、フジテレビ）
- タモリのグッジョブ!胸張ってこの仕事（2002年 - 2003年、毎日放送）
- HIT SONG MAKERS 〜栄光のJ-POP伝説〜（BSフジ）
- 25分私が初めて創ったドラマ「恐竜とおじいちゃん」（2009年、NHKデジタル衛星ハイビジョン）
- 1年1組 平成教育学院（2011年、フジテレビ）
- 勇者ヨシヒコと魔王の城（2011年、テレビ東京）
- 黒い報告書（BSジャパン）
- ザ・プロファイラー 〜夢と野望の人生〜（NHKBSプレミアム）

### 演出・ディレクター
- 気分はパラダイス（テレビ東京、1981年 - 1985年）
- 巨泉のこんなモノいらない!?（1987年 - 1989年、日本テレビ）
- クイズ地球の歩き方（1989年 - 1990年、ABCテレビ）
- やっぱり猫が好き（1988年 - 1990年、フジテレビ）※プロデュース兼務
- ギミア・ぶれいく（TBS）
- ダウトをさがせ!（1992年 - 1993年、MBSテレビ）
- 世界バリバリ★バリュー（2003年 - 2006年、MBSテレビ）
- 三ツ星エンタメ 小倉・住吉のおスミつき!（BS朝日）
- 小倉智昭・住吉美紀の音楽夜話（BS朝日）
- 日本まるごとHOWマッチ（2015年、毎日放送）
- 恋の時価総額（BSスカパー）※プロデュース兼務